# Damián Palacios
Damián Palacios (Venado Tuerto, Santa Fe, 6 de octubre de 1985) es un baloncestista argentino que se desempeña en la posición de base en Olimpia de La Liga Federal de Argentina. 

## Trayectoria

### Clubes
| Club                     | País      | Año             |
| ------------------------ | --------- | --------------- |
| Olimpia                  | Argentina | 2002 - 2007     |
| San Martín de Corrientes | Argentina | 2007 - 2008     |
| Alma Juniors             | Argentina | 2008 - 2009     |
| Firmat Football Club     | Argentina | 2009 - 2011     |
| Rosario Central          | Argentina | 2011 - 2012     |
| Oberá                    | Argentina | 2012 - 2013     |
| Ciclista Juninense       | Argentina | 2013 - 2015     |
| San Isidro               | Argentina | 2015 - 2016     |
| Vasco da Gama            | Brasil    | 2016 - 2017     |
| Basket UC                | Chile     | 2017            |
| Independiente BBC        | Argentina | 2018 - 2019     |
| Hispano Americano        | Argentina | 2019 - 2020     |
| Independiente BBC        | Argentina | 2021            |
| Pergamino Básquet        | Argentina | 2021            |
| Atalaya                  | Argentina | 2022            |
| Sarmiento de Junín       | Argentina | 2022            |
| Firmat Football Club     | Argentina | 2023            |
| Olimpia                  | Argentina | 2023 - Presente |